# Sugnens
Sugnens est une localité et une ancienne commune suisse du canton de Vaud, située dans la commune de Montilliez et le district du Gros-de-Vaud.

## Histoire
Sugnens (toponyme d’origine burgonde) fut cité dès 1177 sous son nom actuel. Un cimetière du haut Moyen Âge fut découvert en 1790 au Monteilly. Mentionné pour la première fois dans une bulle du pape Alexandre III, Sugnens fut jusqu'en 1536 une propriété du chapitre cathédral de Lausanne (châtellenie de Dommartin). Sous le régime bernois (1536-1798), le village faisait partie du bailliage de Lausanne (mandement de Dommartin). Il fut ensuite rattaché au district d'Échallens (1798-2006).
Paroissiale en 1228, l'église (transformée en 1686, 1791 et 1816, restaurée en 1941) devint une filiale de Dommartin à la Réforme. La Société coopérative agricole fut fondée en 1891 (céréaliculture, élevage). Le village est desservi par le chemin de fer Lausanne-Échallens-Bercher dès 1889. Des travaux de drainage furent effectués en 1912 et en 1915 et le remaniement parcellaire de 1917 à 1920. Sugnens connaît, depuis les années 1980, un développement résidentiel ; le secteur primaire offrait encore 50 % des emplois en 2005.
Lors d'un référendum organisé le 5 mars 2010, la commune approuve sa fusion avec celles de Dommartin, Naz et Poliez-le-Grand au sein de la nouvelle commune de Montilliez qui a vu le jour le 1er juillet 2011.

## Géographie
En plus du village de Sugnens, le village comprend le "hameau" de Pré Morex,des fermes foraines et une étable sur le pâturage "communal" pour l'estivage du bétail.

## Démographie
Sugnens compte 18 feux en 1416 puis 97 habitants en 1764, 117 en 1803, 201 en 1850, 199 en 1900, 206 en 1950, 155 en 1980 et 233 en 2000.

## Transports publics
La commune de Sugnens est desservie par la ligne de train régionale du chemin de fer Lausanne-Échallens-Bercher qui s'arrête à la gare de Sugnens se trouvant légèrement à l'extérieur, à l'ouest du village.